# 避難者情報
避難者情報（ひなんしゃじょうほう）とは、NHK教育テレビで災害時に放送される番組のことである。

## 概要
NHK教育テレビで災害時に放送される一種の安否情報確認ルートであり、避難所別の避難者情報が詳しく放送される。

## 東北地方太平洋沖地震による初放送
2011年3月11日に発生した東北地方太平洋沖地震後に初放送された。この大地震では、岩手県公式ホームページに掲載された、岩手県の避難者情報が放送された。

## 放送形式
アナウンサーが、「（都道府県名）の避難情報をお伝えいたします。（避難所）に避難している方たちです。」と言い、「（名前）さん、（名前）さん…」と発表していく。
避難者名簿にはふりがながないため、アナウンサーが曖昧な感じで放送する（判別しにくい場合は二通りの読み方で伝えることもある）。その為、途中途中でアナウンサーが「お名前にふりがながない為、間違った読み方の場合があります。ご了承ください。」と語る。

## 放送時間
放送時間は基本的には、毎日バラバラである。1日に3回程度放送される。そして、30分程度放送される。